# Куренівська трагедія
Курені́вська траге́дія — техногенна катастрофа, що сталася в Києві 13 березня 1961 року, коли потужний селевий потік із Бабиного Яру крізь прорвану дамбу затопив Куренівку й призвів до численних жертв.

## Передумови трагедії
28 березня 1950 року рішенням № 582 (повторно —2 грудня 1952 року) виконком Київської міськради ухвалив рішення заповнити Бабин яр відходами виробництва Петрівських цегельних заводів, розташованих поблизу, на Сирецькій вулиці, 33. Непридатні для цегельного виробництва земляні породи змішувалися з водою й у вигляді пульпи по трубах відводилися у відроги Бабиного яру. Всього за 10 років у такий спосіб до відрогів яру було намито понад 4 мільйони кубічних метрів ґрунту, зокрема до відрогу № 3, де пізніше сталася аварія, 3 млн 191 тис. м³. Загальна площа намиву становила близько одного квадратного кілометра. Шар намиву сягав 30 метрів.

Будівля на Сирецькій вулиці, 31, де в 1950—60-х роках містилася контора тресту «Гідромеханізація», що виконував роботи з намиву ґрунту до Бабиного яру. Фото 2022 року

Намив виконувався на висотах від 40 до 60 метрів над рівнем великого промислового та житлового району Києва — Куренівки, але замість бетонної дамби спорудили земляну, яка не відповідала ані проекту, ані нормам безпеки. Пропускна спроможність протиповеневого стоку становила лише 0,5 м³ за секунду, що було недостатньо для виключення можливості аварії.
Намив здійснювався і взимку. Відповідно до технологічних умов, пульпа мала подаватися в яр лише впродовж восьми годин на добу, щоб вода встигла вчасно потрапити до водозбірного колодязя, але насправді цегельні заводи працювали в три зміни. При цьому колодязь чистили лише одного разу — 1959 року.

## Катастрофа
Ще 11-12 березня 1961 року через дамбу переливалися струмочки води, що ставали дедалі сильнішими, однак заходів для термінового зміцнення дамби чи евакуації людей із небезпечної зони вжито не було. О 6:45 13 березня дамба почала руйнуватися, а о 9:20 (деякі джерела[джерело?] подають час 8:30) її прорвало, і маса рідкої пульпи ринула вниз. Початкова висота валу сягала 14 метрів, ширина у створі «Кирилівська церква» — приблизно 14 метрів, а швидкість — 5 метрів за секунду. О 9:30 пульпа дісталася Куренівки та залила площу близько 30 гектарів. У районі вулиці Кирилівської висота валу зменшилася вдвічі. Поступово розріджена пульпа ставала твердою, мов каміння. Вже в такому вигляді висота цієї маси місцями досягла трьох метрів.
Потік перевертав і відносив автомобілі, автобуси, трамваї, валив стовпи електричних мереж, рвав дроти. Один із автобусів зіткнувся з вантажівкою і запалав.
Пульпа практично повністю знищила трамвайне депо ім. Красіна, кілька десятків його працівників загинули.
За ініціативою керівника технічного відділу КП «Київпастранс» Брамського Казимира Антоновича та музею київського електротранспорту Лівінської Лідії Архипівни у пам'ять про загиблих унаслідок Куренівської трагедії працівників трамвайного депо біля його входу у 1995 році відкрито пам'ятний знак, на території підприємства споруджено каплицю та організовано збір даних про загиблих.
За одними даними, Куренівська катастрофа знищила 22 приватні одноповерхові будинки, 5 двоповерхових, 12 одноповерхових будинків державного фонду, два гуртожитки. Водночас, згідно з офіційними звітом, що мав гриф «Для службового користування», внаслідок аварії зруйновано 68 житлових і 13 адміністративних будинків. Непридатними для проживання виявилися 298 помешкань, у тому числі 163 приватні будинки, в яких мешкало 353 родини чисельністю 1228 осіб.
Було повністю знесено Копилівський цвинтар, дитячий садок, затоплено територію стадіону «Спартак», міської лікарні № 15 і пологового будинку, лікарні імені Павлова, експериментального заводу «Укрпромконструктор», рейкозварювального заводу Південно-Західної залізниці (тепер на місці останнього — Куренівський парк), низки інших підприємств та установ. Загалом площа затоплення склала 9 тисяч кв. метрів.

Намитий 13 березня 1961 ґрунт навколо споруди лікарні 19 ст. на Кирилівській вул., 107

Промислова будівля середини 20 ст. на проспекті Степана Бандери, 11 (у 1961 — Лугова-Станційна вулиця). На фасаді можна бачити рівень намитого під час аварії ґрунту

Маса пульпи залила частину Кирилівської та Новокостянтинівської вулиць і Кожевенного провулка, а також вулиці Лугову-Станційну, Троїцько-Кирилівську і Тульчинську.
Загальний об'єм пульпи в районі вулиць Кирилівської — Новокостянтинівської становив до 600 тис. м³ за товщини залягання до 4 м.

## Свідчення очевидців
М. Н. Новгородська, вчителька:

Я сіла в автобус, салон якого був таким переповненим, що мене буквально припечатали до задніх дверей. Проїхавши трохи, автобус застряг навпроти стадіону «Спартак». Вода стала досягати вікон. Водії всіх машин, що застрягли, вибиралися з них і пливли на протилежну сторону до огорожі стадіону. В автобусі стояв страшний крик. Люди усвідомили, що поховані заживо. І раптом все потемніло. На нас йшов вал — суцільна піниста маса якогось сірого кольору. Вал був вищим за будинки й закривав собою небо. Чоловік, котрий стояв попереду мене, на мить ривком розсунув двері й ступив уперед. Я — слідом за ним. Потік збив мене з ніг, але дивом залишившись на поверхні і борсаючись, я дісталася до огорожі стадіону. Коли я піднялася на неї, пролунав вибух — автобус, з якого я кілька секунд тому вибралася, був охоплений полум'ям. Хтось вибив передні двері, але врятувалися тільки жінка й дві дівчинки. У них сильно обгоріло волосся. Решта пасажирів згоріли живцем.
Оригінальний текст (рос.)
Я села в автобус, салон которого был так переполнен, что меня буквально припечатали к задней двери. Проехав немного, автобус застрял напротив стадиона «Спартак». Вода стала достигать окон машины. Шофёры всех застрявших машин выбирались из них и плыли на противоположную сторону к ограде стадиона. В автобусе стоял страшный крик. Люди осознали, что погребены заживо. И вдруг всё потемнело. На нас шёл вал — сплошная пенящаяся масса какого-то серого . Вал был выше домов и закрывал собой небо. Стоявший впереди меня человек на мгновение рывком раздвинул двери и шагнул вперёд. Я — вслед за ним. Поток сбил меня с ног, но чудом оставшись на поверхности и барахтаясь, я добралась до ограды стадиона. Когда я взобралась на неё, раздался взрыв — автобус, из которого я несколько мгновений назад выбралась, был объят пламенем. Кто-то выбил переднюю дверь, но спаслись только женщина и две девочки. У них сильно обгорели волосы. Остальные пассажиры сгорели заживо.

## Кількість жертв
Влада довгий час приховувала й применшувала масштаби та наслідки аварії. Інформація про куренівські події піддавалася жорсткій цензурі, 13 березня в Києві було вимкнено міжміський і міжнародний зв'язок. Попри це, вже по обіді того ж дня про подію повідомили західні радіостанції, що мовили на СРСР. Офіційне повідомлення про катастрофу по державному Українському радіо було передано лише 16 березня .
Багатьох загиблих ховали на різних кладовищах у Києві (на Байковому, Лук'янівському, Куренівському, Берковецькому) та за його межами (у Пущі-Водиці та Горенці), вказуючи в документах та в написах на могилах різні дати та причини смерті. Частина тіл так і залишилася не знайденою в товщі затверділої пульпи. У повідомленні урядової комісії про розслідування причин аварії було вказано: «У районі аварії загинуло 145 чоловік». Нині точну кількість жертв катастрофи встановити практично неможливо; за оцінками київського історика Олександра Анісімова, це приблизно 1,5 тис. осіб. На сьогодні, завдяки копіткій праці Брамського Казимира Антоновича та Лівінської Лідії Архипівни, ми маємо точні дані лише по загиблих на робочих місцях електротранспортниках трамвайного депо. Історик Ілля Афанасьєв у 2016 р. науково довів, що внаслідок Куренівської катастрофи загинуло приблизно від 250 до 550 людей, а найбільш вірогідним назвав діапазон 350—450 осіб.

## Офіційне розслідування
У таємному режимі Прокуратурою УРСР було порушено кримінальну справу, проведено слідство. Матеріали кримінальної справи швидко знищили — разом зі свідченнями очевидців і фотознімками з місця подій. Закритий суд засудив шістьох посадових осіб до тюремного ув'язнення — двох проектувальників з Москви і чотирьох керівників київського будівельного управління. Згідно з висновком державної експертної комісії, причиною аварії названо «помилки в проекті гідровідвалів і дамби», а також «наслідком дефектів при проведенні будівельних робіт».
20 жовтня 1963, незадовго до завершення слідства, що тривало близько 2,5 року, раптово пішов із життя (за офіційною версією, помер від інфаркту, за чутками —застрелився) голова міськвиконкому О. Й. Давидов, який у 1950 році підписав рішення про початок скидання пульпи до Бабиного яру.

## Заповнення яру після катастрофи
Після катастрофи у відрогах Бабиного яру ще залишалося понад три мільйони кубічних метрів пульпи. За наказом спеціальної комісії воду, що зібралася у відрогах через трубопровід, яким надходила до Бабиного яру пульпа, вже у зворотному напрямку відкачували до кар'єрів цегельних заводів, звідки вона потім потрапляла до річки Сирець. Водночас було запроектовано та збудовано нові захисні споруди у яру. Частину пульпи, що вихлюпнулася на Куренівку, вже у затверділому стані повертали самоскидами назад, використовуючи для засипання яру. Було збудовано нову капітальну бетонну дамбу 172 метри завдовжки і 25 метрів заввишки, тобто таку, яку передбачав первісний проект початку 50-х років. На гребені дамби висадили молоді тополі. До аварії безпосередньо під старою дамбою було прокладено газопровід низького тиску, що становив додаткову загрозу. Згідно з новим проектом, газопровід проклали просто на поверхні ґрунту. Для відводу води проклали водогін, в якому використали труби діаметром 100 см. Новий водогін міг перекачувати щосекунди 11 кубічних метрів води, тобто забезпечував надійну експлуатацію відрогів навіть за умов великої повені та тотальних злив.
Згодом через заповнену частину яру було прокладено дорогу з Сирця на Куренівку (частина нинішньої вул. Олени Теліги), влаштовано парк.

## Вшанування пам'яті загиблих

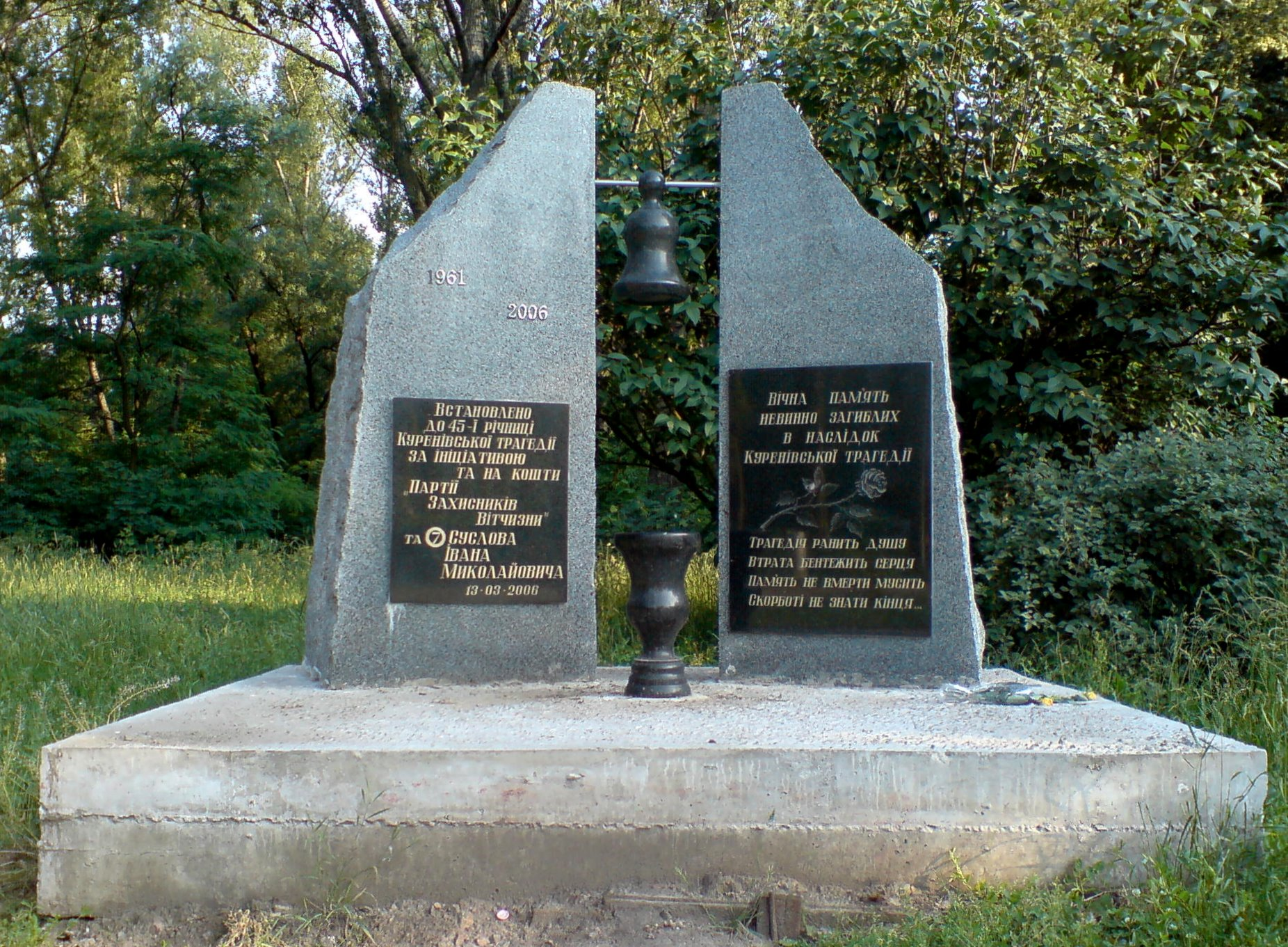
Пам'ятник загиблим унаслідок Куренівської трагедії, відкритий у березні 2006 р.

У березні 2006 року, до 45-х роковин катастрофи, у парку відпочинку, створеному на місці заповнених відрогів Бабиного яру (біля зупинки громадського транспорту «Парк відпочинку»), відкрито пам'ятник загиблим у вигляді двох кам'яних плит і дзвону між ними. Крім того, біля входу до колишнього трамвайного депо імені Красіна (нині — Подільське трамвайне депо) встановлено пам'ятник загиблим працівникам підприємства. 

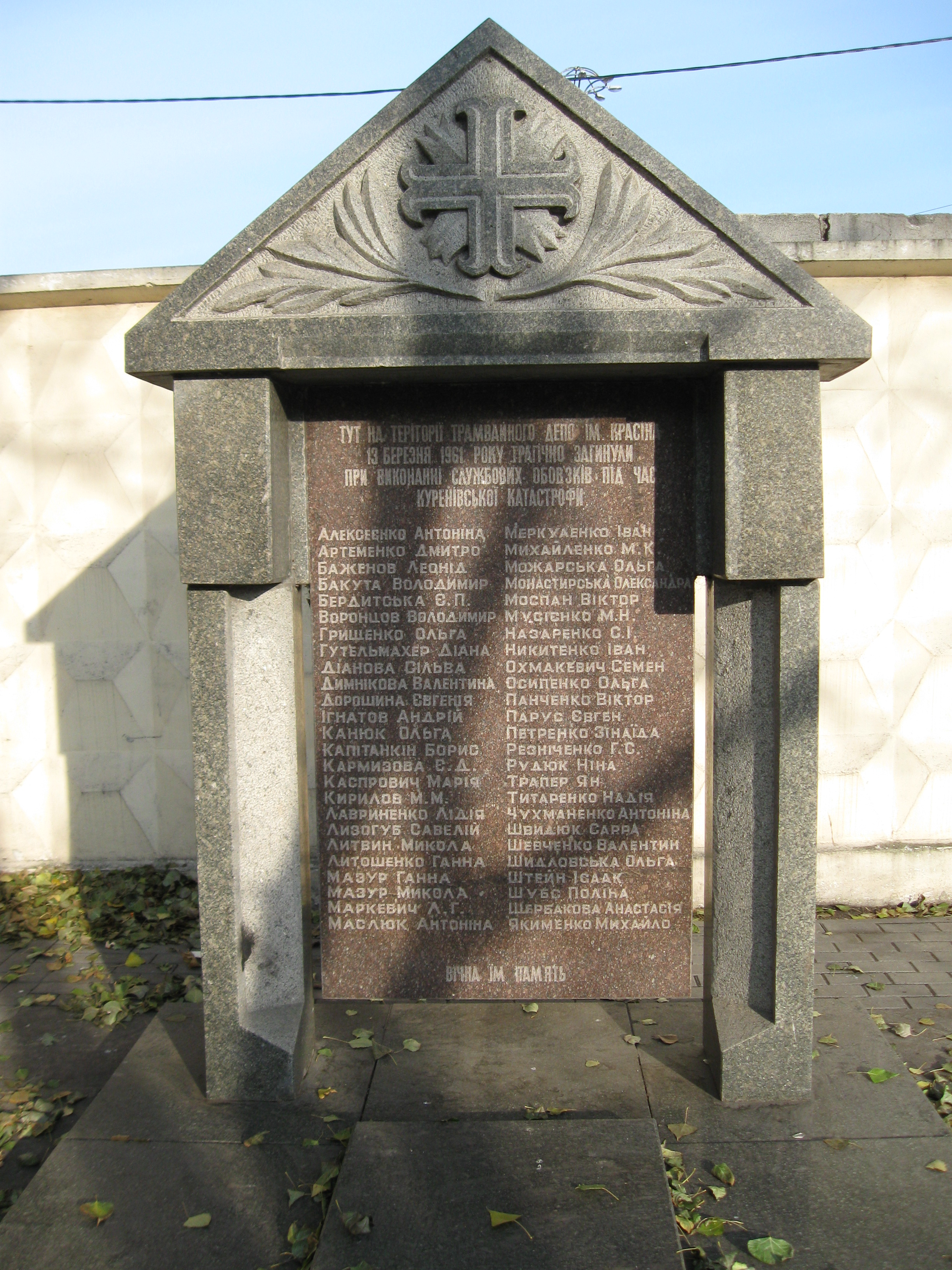
Пам'ятник працівникам трамвайного депо ім. Красіна, які загинули під час Куренівської трагедії

У музеї депо є експозиція з фотографіями та іншими матеріалами про Куренівську катастрофу.

Пам'ятний знак на Лук'янівському цвинтарі, встановлений до 50-х роковин трагедії

13 березня 2011 року виповнилося 50 років від дня Куренівської трагедії. На Лук'янівському цвинтарі на ділянці № 34 (перший ряд) у пам'ять про цю подію встановлено пам'ятний знак у вигляді надгробка з написом:

Вічна пам'ять
 безвинно загиблим
 під час Куренівської
 трагедії 1961 року
Від працівників
 електротранспорту м. Києва
 13 березня 2011 року

Пам'ятний хрест біля підніжжя Кирилівського пагорба, освячений 2011 року

Біля підніжжя Кирилівської церкви громадськістю Києва 13 березня 2011 року встановлено хрест у пам'ять про киян, які загинули у Куренівській катастрофі. У 2016 здійснено реконструкцію пам'ятного знака.
У 2021 році у Києві Меморіальний центр Голокосту «Бабин Яр» відкрив нову інсталяцію «Погляд у минуле» до 60-ї-річниці Куренівської трагедії. Автор інсталяції — український культурний діяч, художник і письменник Олег Шовенко.

## Відгомін у літературі та мистецтві
Уперше в художній літературі тему Куренівської трагедії порушив Леонід Кисельов у вірші «Тринадцатое марта, Куреневка…» (1963).
У романі-документі «Бабин Яр» Анатолій Кузнецов розглядає Куренівську трагедію як відплату за невідповідне ставлення радянського режиму до вшанування пам'яті розстріляних у Бабиному Яру. Сторінки, присвячені трагедії 1961 року, не ввійшли до першого журнального (підцензурного) видання (1966) і вперше побачили світ у закордонних виданнях роману.
Пізніше цей метафізичний зв'язок між двома трагедіями (1941 і 1961 років) поклав в основу сюжету повісті «Апокаліпсис по-київськи» київський письменник-фантаст Тимур Литовченко. При цьому подані в повісті подробиці техногенної катастрофи багато в чому не відповідають документальним фактам.
Свою реакцію на Куренівську трагедію висловив класик української радянської літератури Олесь Гончар. У його новелі «Чорний Яр» докладно описано розвиток подій Куренівської трагедії, наведено відомі письменникові подробиці катастрофи. Новелу вперше було опубліковано 23 грудня 1985 р. російською мовою в газеті «Правда». Критики назвали цей твір малим «Собором».
Куренівська трагедія згадана в серіалі «Сага» (серія 6).